# Oleiros (Ponte da Barca)
Oleiros ist eine Gemeinde (Freguesia) im nordportugiesischen Kreis Ponte da Barca. In ihr leben 447 Einwohner (Stand 19. April 2021).